# 中西隆三
中西 隆三 (なかにし りゅうぞう、1932年7月2日 - 2013年10月9日）は日本の脚本家。

## 経歴
千葉県生まれ。鎌倉アカデミアに参加した後、1957年に日活へ入社し、鈴木清順、中平康、齋藤武市、森永健次郎、西河克己、長谷部安春らの監督作品を手掛ける。『サイボーグ009』『世界名作劇場』などのアニメーション作品も執筆している。
2013年10月9日、肺炎のため死去。

## 映画
- 「黒い落葉」より 青春を吹き鳴らせ (1959年)
- 二連銃の鉄 (1959年)
- 素っ飛び小僧 (1960年)
- 男の怒りをぶちまけろ (1960年)
- 疾風小僧 (1960年)
- 竜巻小僧 (1960年)
- 無鉄砲大将 (1961年)
- 用心棒稼業 (1961年)
- 高原児 (1961年)
- 兇悪の波止場 (1961年)
- 暗黒街の静かな男 (1961年)
- 紅の銃帯 (1961年)
- 闇に消えた使者 (1961年)
- 太陽のように明るく (1962年)
- ひとり旅 (1962年)
- 泣くんじゃないぜ (1962年)
- 拳銃は淋しい男の歌さ (1962年)
- 銀座の次郎長 (1963年)
- 銀座の次郎長 天下の一大事 (1963年)
- 間諜中野学校 国籍のない男たち (1964年)
- 間諜中野学校 国籍のない男たち (1964年)
- 死にざまを見ろ (1964年)
- 殺られてたまるか (1964年)
- 男の紋章 花と長脇差 (1964)
- 夜霧の脱出 (1965年)
- あばれ騎士道 (1965年)
- 黒い賭博師 (1965年)
- 泣かせるぜ (1965年)
- 黒い賭博師 ダイスで殺せ (1965年)
- 俺にさわると危ないぜ (1966年)
- 帰らざる波止場 (1966年)
- 殺るかやられるか (1966年)
- 大巨獣ガッパ (1967年)
- 恋人をさがそう (1967年)
- 波止場の鷹 (1967年)
- みな殺しの拳銃 (1967年)
- 鮮血の賭場 (1968年)
- 華やかな女豹 (1969年)
- 女の警察 (1969年)
- 夜の牝 花と蝶 (1969年)
- 夜の最前線 女狩り (1969年)
- 野獣を消せ (1969年)
- 続　女の警察 (1969年)
- やくざ非情史 刑務所兄弟 (1969年)
- やくざ非情史 血の盃 (1969年)
- 夜の最前線 東京女地図 (1969年)
- やくざの横顔 (1970年)
- 女の警察 国際線待合室 (1970年)
- 栄光への反逆 (1970年)
- 花の特攻隊 あゝ戦友よ (1970年)
- 女の警察 乱れ蝶 (1970年)
- 大幹部 ケリをつけろ (1970年)
- 野良猫ロック マシンアニマル (1970年)
- 男の世界（1971年）
- 走れ!コウタロー 喜劇・男だから泣くサ (1971年)
- 暴力団・乗り込み (1971年)
- 喜劇 いじわる大障害 (1971年)
- 極楽坊主 (1971年)
- 狼やくざ 葬いは俺が出す (1972年)
- 喜劇 泥棒大家族 天下を取る (1972年)
- ボディガード牙 (1973年)
- ボディガード牙 必殺三角飛び (1973年)
- 神田川 (1974年)
- 愛のなぎさ (1976年)
- サーキットの狼 (1977年)
- 惑星大戦争 (1977年)
- サイボーグ009 超銀河伝説 (1980年)

## アニメ
- フランダースの犬 (1975年)
- アラビアンナイト シンドバットの冒険 (1975年)
- シートン動物記 くまの子ジャッキー (1977年)
- 野球狂の詩 (1977年)
- 一休さん (1978年)
- アンネの日記 アンネ・フランク物語 (1979年)
- サイボーグ009 超銀河伝説 (1980年)
- こぐまのミーシャ (1980年)
- 愛の学校クオレ物語 (1981年)
- カバ園長の動物園日記 (1981年)
- ルパン対ホームズ (1981年)
- The・かぼちゃワイン (1982年)
- アニメ80日間世界一周 (1983年)
- 小公女セーラ (1985年)
- 青春アニメ全集 (1986年)
- 潮騒 (1986年)
- 美味しんぼ (1988年)
- ゴクウ (1989年)
- レポーターブルース (1991年)
- トトイ (1992年)
- 冒険者 (2002年)

## テレビドラマ
- バンパイヤ (1968年)
- ゴールドアイ (1970年)
- ターゲットメン（1971年）
- 大江戸捜査網 (1972年)
- ワイルド7 (1972年)
- 純愛山河 愛と誠 (1974年)